# Qionghai
Qionghai è una città della provincia cinese di Hainan di 459 070 abitanti. È una città-contea amministrata direttamente dalla provincia.